# Niphona cantonensis
Niphona cantonensis là một loài bọ cánh cứng trong họ Cerambycidae.